# Lázaro Vargas
Artikeln följer den spanska namnseden; faderns efternamn är Vargas och moderns efternamn Álvarez.
Lázaro Vargas Álvarez, född den 18 januari 1964 i San Miguel del Padrón (en förort till Havanna), är en kubansk före detta basebollspelare som tog guld för Kuba vid olympiska sommarspelen 1992 i Barcelona, och som även tog guld vid olympiska sommarspelen 1996 i Atlanta.